# ELEVENPLAY
ELEVENPLAY（イレブンプレイ）は、演出振付家MIKIKO率いる日本のダンスグループ。

## 概要
Perfumeをはじめとする数々のコレオグラフとアートディレクションで有名なMIKIKOとダンサー兼振付師のTomomi Yoshimura（Tomo）が立ち上げたダンスカンパニー。それぞれジャンルの異なる女性ダンサーだけで編成されており、舞台、映像、スチル写真など、表現の場を様々に持つ。自分の動きやこだわりをきちんとわかった上で表現してくれる人を一から育てなければと考えたMIKIKOにTomomi Yoshimuraが共感し、「“心・技・体”はもちろん、センスの磨かれた素敵なダンサーが生まれますように」との願いを込めて2009年に2人でスタジオをオープンしてカンパニーを始動させた。
当初は15人の20代女性で結成されたが、2011年は14人、2014年は10人、2016年は8人など、人数は時期によって異なる。
ELEVENPLAYという名称の由来は、MIKIKOとTomoが以前一緒に組んでいた4人組のダンス・チームの名前。
ドローンを利用したプロモーションを手がけそのソフトウェアの制御技術のノウハウも蓄積しているクリエイター集団Rhizomatiks（ライゾマティクス）と組んでドローンを舞台演出の領域で使用し、アートに応用する野心的な活動を行っている。センサーやドローンといった技術とダンサーの身体性を組み合わせて新しい身体表現の可能性を模索するという試みで、まるで生命を宿した生き物のように有機的に動くドローンとダンサーが共にパフォーマンスするというインタラクティブなダンス表現を展開している。

## 来歴
2009年、MIKIKOがTomoとカンパニーを立ち上げる。
2011年1月23日、ショーケースでのレセプション公演「So many men,so many minds」 を行う。同11月11日より、2度目のパフォーマンスとなる初公演「dot.」を2日間、東京ラフォーレミュージアム原宿にて開催。
2014年3月21日より、東京青山のスパイラルホールでダンスインスタレーション「モザイク」を開催。同年5月からスタートしたレディー・ガガのワールドツアーで初音ミクと共にオープニングアクトを務める。6月、世界屈指のフェスティバル「Sonar Music Festival2014」に出演。10月、メキシコツアーを成功させる。

## メンバー
- KOHMEN（講免綾 Aya Kohmen）- PassCode振付師
- 篠原沙弥 Saya Shinohara
- 田村恵美 Emi Tamura
- Yu Tokutake
- NON
- 丸山未那子 Minako Maruyama
- 安川香 Kaori Yasukawa
- 脇坂江梨沙 Erisa Wakisaka

### 旧メンバー
- TOMO（Tomomi Yoshimura）- 振付師兼ダンサー
- 岩沢有沙 Arisa Iwasawa
- 大段沙織 Saori Oodan
- 須藤奈々子 Nanako Sudo
- 富田和音 Kazune Tomita
- 中本綾音 Aayane Nakamoto
- 丹羽麻由美 Mayumi Niwa
- 沼田由花 Yuka Numata
- 平本（岡本）望 Nozomi Hiramoto (Okamoto)
- 堀向麻未 Asami Horiko
- 増田好海 Konomi Masuda
- 吉野麻理子 Mariko Yoshino

## 主な仕事

### 振付・ポージング

#### ミュージック・ビデオ
- チームしゃちほこ
  - 「首都移転計画」（振付、2013年）
  - 「ちぐはぐ・ランナーズ・ハイ」（振付、2015年）
- PassCode
  - 「MISS UNLIMITED」（振付、2016年）
  - 「Same to you」「ONE STEP BEYOND」「bite the bullet」（振付、2017年）
  - 「Tonight」「Taking you out」「Ray」（振付、2018年）
  - 「ATLAS」「PROJECTION」（振付、2019年）
  - 「PROJECTION」（振付、2019年）
  - 「MANTRA」(original by Bring Me The Horizon)（振付、2020年）
- ORESAMA
  - 「流星ダンスフロア」「Trip Trip Trip」 「ワンダードライブ」（振付、2017年）
  - 「ホトハシル」「Hi-Fi TRAIN」（振付、2018年）
  - 「OPEN THE WORLDS」（振付、2019年）
- DAOKO
  - 「okay!」「さみしいかみさま (Re-Arrange)」（振付、2017年）
  - 「帰りたい!」「おちゃらけたよ」（振付、2020年）
- モデルガールズ「ROCK STAR」（振付、2013年）
- Base Ball Bear『「それって、for 誰?」part.1』（振付、2015年）
- 乃木坂46「秋元真夏&西野七瀬」（振付、2015年）
- まるもふびより「まるもふきぶん 〜モップダンス〜」（振付、2017年）
- 緑だってはじけ隊「GREEN IS POP」（振付、2017年）
- 上坂すみれ「踊れ！きゅーきょく哲学」（振付、2017年）
- 白髪ケア学園校歌「アゲージョ宣言」（振付、2018年）
- 太陽コンピューターfeat. YeYe「おねがい世界」（振付、2018年）
- オーイシマサヨシ
  - 「オトモダチフィルム」（振付、2018年）
  - 「ギフト」「死んだ!」（振付、2023年）
- 「ミイラの飼い方」ダンス動画（サンリオコラボver）（振付、2018年）
- 斉藤朱夏「パパパ」（振付、2019年）
- ピンキーポップヘップバーン「P!NGPONG QUEST」（振付、2019年）
- 神山羊「CUT」（振付、2019年）
- DAN⇄JYO「以心伝心トゥナイトラッキー」「独DANJYO」（振付、2019年）
- FIVE NEW OLD「Keep On Marching」（振付、2019年）
- ravenknee「ubugoe」（振付、2019年）
- 森山直太朗「すぐそこにNEW DAYS」（振付、2020年）
- 平井堅 「怪物さん feat.あいみょん」（振付、2020年）
- @onefive「まだ見ぬ世界」（振付、2020年）
- ［Alexandros］「Philosophy」（振付、2020年）
- ukka 「アフタヌーン・グラフィティ」（振付、2022年）

#### テレビ
- 「OtoBonソングノベルズ大賞 インスパイア・ショート・ムービー」 - 入江悠監督『うれしいし、たのしいし、大好きかもしれない。』（振付、2015年）
- NHK Eテレ「Eテレ・ジャッジ」おとなりボイスチャット（振付、2015年）
- テレビ東京ドラマ「殺しの女王蜂」（ダンスシーン振付、2013年）
- NHK Eテレ「オドモTV」（オドモおどりのコーナーに出演、2018年）[7]。
- テレビ東京ドラマ「忘却のサチコ」（ミュージカルシーン振付、2018年）

#### CM
- キーエンス（2012年）
- 明治「ホロホローネ」（2012年）
- クルマ・ポータルサイトGoo（振付、2013年）
- ミュゼプラチナム「MUSSE＆PEACE〜春篇」（ポージング、2014年）
- KIRIN「のどごし〈生〉旨杉夫物語」（ポージング、2014年）
- 日本コカ・コーラ「コカ・コーラネームボトルデビュー」（ポージング、2014年）
- ジョンソン・エンド・ジョンソン まずは眼科へ！feel アキュビューR キャンペーン「瞳も気分も軽く篇」（振付、2014年）
- UHA味覚糖「塩の花」（振付、2014年）
- Simeji「山本美月『ゆびさきラブストーリー』篇」（振付2015年）
- 白元アース「HERSバスラボ うるおいボール」（ポージング監修、2015年）
- CROOZ「エレメンタルストーリー」（ポージング監修、2015年）
- LINE「LINE MUSIC」〜聴く篇〜（振付監修、2015年）
- 東京ガス「エネファーム」（振付、2015年）
- モイスト・ダイアン「エクストラシャイン」〜髪の記憶篇〜（ポージング監修、2015年）
- 日本コカ・コーラ「リアルゴールド ワークス 登場」篇（振付、2016年）

#### インターネット（ウェブCM、ウェブムービー）
- YouTube エンタメウィーク（振付、2013年）
- 三陽商会「TIMELESS WORK」（ポージング、2014年）
- ショップジャパン「スレンダートーン」（振付、2014年）
- Simeji「恋を叶えるメールHow to『山本美月のゆびさきラブストーリー〜想いを届けるコトバの探し方〆(･ω･。)〜』」（振付、2015年）
- ジョンソン・エンド・ジョンソン ジョンソンボディケア「マギー‘ｓ ボディケア ムービー」（振付、2015年）
- 資生堂 watashi+「夏はメイクでスイッチオン！」（振付、2015年）
- 明治 極とろカスタードクリームプリン「2分40秒あまるクッキング 三戸なつめ」（振付、2015年）
- NEC「LAVIE」ブランドムービー（振付、2015年）
- 明治 果汁グミ「石原さとみの ぷにぷに〜がんばるわたしのためのワルツ」（振付、2015年）
- サントリー C.C.Lemon「キミだけの元気応援歌ムービー」（振付、2015年）
- 日本コカ・コーラ「リアルゴールド ワークス ズノウ」篇（振付、2016年）
- 日本コカ・コーラ「リアルゴールド ワークス」“WORLD ORDER”「ビジネスマン体操」（振付、2016年）
- 東芝 TRI-R（トライアール）「light+building 2016 Image」（振付、2016年）
- FURNITURE DOME（安井家具）「0216FURNITURE DOME」（ポージング監修、2016年）

#### 舞台
- 「ミュージカル「黒執事」-地に燃えるコリス-」（振付、2014年）
- 少年社中第36回公演 「トゥーランドット～廃墟に眠る少年の夢～」（振付、2019年）

#### ライブ
- @onefive「雫 -Instrumental Dance ver.-」（振付、2020年）

#### その他
- チームしゃちほこ
  - 「尾張の華」（振付、2013年）
  - 「私がセンター」（振付、2014年）
  - 「カントリーガール」（振付、2014年）
- モデルガールズ「tiger lily」（振付、2013年）
- 武藤彩未
  - 「RUN RUN RUN」（振付、2014年）
  - 「Are You ready？」（振付、2014年）
- 花日＆結衣（田口乙葉・山田安奈）「boyfriend♡」（振付、2015年）
- さくら学院「さくらんぼ」（振付、2015年）
- タカラトミー
  - 「キラかみリカちゃん」ダンスビデオ（振付、2015年）
  - 「キラメイクつばさちゃん」ダンスビデオ（振付、2016年）
  - 「キラチェンリカちゃん」 ダンスビデオ（振付、2017年）
  - 「ジュエルアップかれんちゃん」 ダンスビデオ（振付、2019年）
- 虎ノ門・麻布台プロジェクト コンセプトムービー｜都市に生きる（振付、2019年）
- サンリオピューロランド　SANRIO EXPO 2019「RAINBOW GIFT LIVE」（振付、2019年）
- Paravi(パラビ)　ミュージカルドラマ「とどけ！愛のうた」（振付、2020年）
- TikTok　ネイチャーラボ ダイアン「#ミラクルユーチャレンジ」（振付、2020年）

### 出演

#### ミュージック・ビデオ
- スポンテニア「jam」（2010年）
- マキシマムザホルモン「小さな君の手〜maximum the hormone」（2011年）
- Kylee「NEVER GIVE UP」（2011年）
- salyu「camera」（2012年）
- 平井堅「告白」（2012年）
- ecosystem「ラブレター・フロム・何か？」（2012年）
- 柴咲コウ「ラブサーチライト」（2014年）
- SEKAI NO OWARI　「炎と森のカーニバル」（2014年）
- ナサッジ・シング（英語版） 「Cold Stares」featuring チャンス・ザ・ラッパー + オーマイズ(英語: the O’My’s)（2015年）
- 上坂すみれ「踊れ！きゅーきょく哲学」(2017年）
- LILI LIMIT「Kitchen」(2017年）
- 斉藤朱夏「パパパ」(2019年）
- ravenknee「ubugoe」(2019年）
- Squarepusher「Terminal Slam」(2020年）
- ［Alexandros］「Philosophy」(2020年）
- 平井堅「怪物さん feat. あいみょん」(2020年）
- 椎名林檎
  - 「長く短い祭」（2015年）
  - 「神様、仏様」（2015年）
- 椎名林檎と宮本浩次
  - 「獣ゆく細道」（2018年）
- サカナクション「ホーリーダンス」（2015年）
- RIP SLYME 「POPCORN NANCY」（2015年）
- 星野源
  - 「SUN」（2015年）
  - 「恋」(2016年）
  - 「ドラえもん」(2018年)
- DAOKO
  - 「okay!」(2017年）
  - 「さみしいかみさま (Re-Arrange)」(2017年）
- DAOKO×岡村靖幸
  - 「ステップアップLOVE」(2017年）
- ORESAMA
  - 「流星ダンスフロア 」(2017年）
  - 「Trip Trip Trip 」(2017年）

#### テレビ
- アニメ「戦姫絶唱シンフォギア」（モーションキャプチャー、2012年）
- TBSテレビ・ラジオ「日本レコード大賞」
  - 55周年アニバーサリーメドレー（2013年）
  - メドレーダンス（2014年）
- NHK総合テレビ・ラジオ第1「第66回NHK紅白歌合戦」（2015年）
  - 椎名林檎「長く短い祭〜ここは地獄か天国か篇」
  - 星野源「SUN」
- NHK「日本賞2015」Rhizomatiks×ELEVENPLAY（2015年）
- NHK Eテレ「Eテレ・ジャッジ」おとなりボイスチャット（2015年）
- アニメ「すべてがFになる THE PERFECT INSIDER」オープニング映像（西之園萌絵役）（2015年）
- BSフジ「ESPRIT JAPON」（2015年）
- NHK総合テレビ「内村五輪宣言！～TOKYO 2020開幕 1000日前スペシャル～」椎名林檎とトータス松本「目抜き通り」（2017年）
- TBSテレビ「音楽の日」椎名林檎「長く短い祭」「丸ノ内サディスティック neetskills remix」（2019年）
- NHK総合テレビ・ラジオ第1「第70回NHK紅白歌合戦」椎名林檎「人生は夢だらけ～お願いガッテン篇～」（2019年）
- NHK総合テレビ SONGS「岡村靖幸」DAOKO×岡村靖幸「ステップアップLOVE」（2020年）
- NHK総合テレビ「うたコン」森山直太朗「すぐそこにNEW DAYS」（2020年）
- NHK総合テレビ「おげんさんといっしょ」ダンスコーナー〝kokimism〟（2020年）
- NHK総合テレビ・ラジオ第1「第75回NHK紅白歌合戦」椎名林檎のバックダンサー（2024年）

#### 映画
- 「モテキ」ダンスシーン（2011年）

#### 舞台
- 「ミュージカル「黒執事」-千の魂と堕ちた死神-」（2013年）
- 「ミュージカル「黒執事」-地に燃えるコリス-」舞台（2014年）
- 「ミュージカル「黒執事」-地に燃えるコリス-2015」舞台（2015年）
- 「THE ALUCARD SHOW」（2013年、2014年）
- ロック☆オペラ「サイケデリックペイン」（2015年）

#### CM
- グリコ「アイスの実」（2010年）
- 味の素「ノ・ミカタ」（2011年）
- サンスター「VO5」（2011年）
- ネイチャーズウェイ「chant a charm」（2012年）
- 佐藤製薬「ストナリニS」（2012年）
- 株式会社キーエンスCM（2012年）
- ソフィ はだおもい「走る女」篇（2013年）
- E HYPHEN World Gallery×AMOYAMO（2013年）
- カネボウKATE「Beyond the cool」（2014年）
- カバヤ食品 「塩分チャージタブレッツ 」みんなとチャージ篇（2018年）
- 日本コカ・コーラ「爽健美茶　健康素材の麦茶　麦畑」篇（2018年）
- ユーキャン【ユーキャン 2018 自分を変えたくてうずうずしてる？】「立ち上がり」篇/「専業主婦」篇/「OL」篇/「サラリーマン」篇/「スイーツコンシェルジュ」篇（2018年）
- 東ソー株式会社（2019年）

#### インターネット（ウェブCM、ウェブムービー）
- Levis「HIP LIVE」（2011年）
- ダイドー ダイドーブレンド 泡立つデミタス エスプレッソ「SHAKE TRICK」（2014年）
- 三陽商会「TIMELESS WORK」（2014年）
- マンダムBifesta「HALLOWEEN BEAUTY MOVIE」（2016年）
- 富士フイルムアスタリフト「ナイトチャージベッド」篇（2017年）
- 富士フイルムアスタリフトホワイト「美白よろこびの舞」篇（2017年）
- ユニクロ「MICKEY STANDS COLLECTION」（2017年）
- GU「GU CHANGE Vol.11 ELEVENPLAY×ハイウエストシガレットジーンズ」（2018年）
- GU「GU CHANGE 振り付け練習用動画」（2018年）
- JOURNAL STANDARD「Kevin Cummins × Bjork starring ELEVENPLAY」（2018年）
- ATSUGI「ASTIGU2018 プロモーションムービー」（2018年）
- 虎ノ門・麻布台プロジェクト コンセプトムービー｜都市に生きる（2019年）
- PayPayダンスレッスンムービー（2019年）

#### ライブ（コンサート、イベントなど）
- 福山雅治「福山☆冬の大感謝祭 其の十」〜CM〜（2010年）
- FIFAクラブワールドカップ 開会式 - Kylee「NEVER GIVE UP」（2011年）
- YUKI 東京ドームLIVE「SOUNDS OF TEN」（映像、2012年）
- BABYMETAL「LEGEND”1999″YUIMETAL&MOAMETAL聖誕祭」（2013年）
- YCAM山口情報芸術センター sound tectonics #12「pulse live version」Rhizomatiks×ELEVENPLAY（2013年）
- 柴咲コウ Ko Shibasaki LIVE Tour 2013〜neko’s live 猫幸 音楽会〜（モーションキャプチャー、2013年）
- sound tectonics #13 「pulse live version」Rhizomatiks×ELEVENPLAY（2013年）
- POLYSICS + YOSI HORIKAWA & Florence To + GAYBIRD + ELEVENPLAY ＠France Nantes Rhizomatiks×ELEVENPLAY（2013年）
- レディー・ガガ ワールドツアー「LADY GAGA’S artRAVE: the ARTPOP ball」オープニングアクト（初音ミク×ELEVENPLAY）（2014年）
- ADIDAS ORIGINALS STAN SMITH TOKYO PARTY 「Stan Smith is Back」Rhizomatiks×ELEVENPLAY（2014年）
- BABYMETAL「黒い夜 LEGEND “DOOMSDAY” 〜召喚の儀〜」（2014年）
- 初音ミク「マジカルミライ2014」オープニングアクト（2014年）
- Rhizomatiks×ELEVENPLAY【Pulse】メキシコツアー（2014年）
- 「INTER BEE 2014 50th Anniversary Live Party」Rhizomatiks×ELEVENPLAY（2014年）
- 「Sonar Music Festival 2014」Rhizomatiks×ELEVENPLAY（2014年）
- 「Short Shorts Film Festival & Asia 2014」Rhizomatiks×ELEVENPLAY（2014年）
- DAOKO「COUNTDOWN JAPAN 15/16」「DAOKO THE FIRST TOUR」（2015年）、「TAICOCLUB’16」「VIVA LA ROCK 2016」「NIIGATA RAINBOW ROCK 2016」「THE FURY NIGHT」『RISE ABOVE vol.4』「STAND UP！」「SPACE SHOWER NEW FORCE」「DAOKO THE FIRST TOUR」（2016年）
- 「ACT FESTIVAL 2015」ELEVENPLAY x Rhizomatiks Research”24 drones” 韓国（2015年）
- MAAKIII「MOSHI MOSHI NIPPON FESTIVAL 2015 in TOKYO」「MUSIC MESSE 2015」「LIVEJACK vol.8」「サマーソニック2015」「兎に角、ジェネシス!!!!!ワンマンSHOWCASE LIVE」（2015年）
- 「シーグラフアジア2015」Rhizomatiks×ELEVENPLAY（2015年）
- 椎名林檎ツアー「椎名林檎と彼奴等がゆく百鬼夜行2015」（映像、2015年）
- 椎名林檎台湾公演「(生)林檎博’15〜垂涎三尺～」（2015年）
- 安川電機ロボット村オープニングセレモニー「YASKAWA × Rhizomatiks × ELEVENPLAY」（2015年）
- ラフォーレ原宿 NEW & RENEWAL OPEN用広告（2015年）
- LANVIN en Bleu「Kaleidoscope Night¬」（2016年）
- ラフォーレ原宿「LAFORET PAPER SPRING 2016 MODE IN MOTION」（2016年）
- 星野源全国ツアー「YELLOW VOYAGE」（2016年）
- 星野源 新春 Live 2days 「YELLOW PACIFIC」（2017年）
- 「CHINESE NEW YEAR GALA 2017」ELEVENPLAY×Rhizomatiks Research “24 dorones” シンガポールパフォーマンス(2017年)
- DAOKO「DAOKO 2017 ”青色時代” TOUR」札幌/仙台/大阪/名古屋/東京(2017年)
- 「CeBIT 2017」 Opening Ceremony Japan Show Act ドイツパフォーマンス(2017年)
- JINS Shibuya Openig Party(2017年)
- 「Sónar Festival 2017」”phosphere installation”(2017年)
- 「2017年アスタナ国際博覧会 」~JAPAN DAY文化公演 GISPRIプログラム~ELEVENPLAY×Rhizomatiks Research “24 dorones”(2017年)
- 星野源LIVETOUR2017「Continues」(2017年)
- 「INNERSECT 2017」Rhizomatiks Reaserch×ELEVENPLAY「phosphere」上海パフォーマンス(2017年)
- DAOKO全国ツアー「Cygames presents DAOKO TOUR 2017-2018 “THANK YOU BLUE”」（大阪/名古屋/福岡/仙台/札幌/韓国/台湾/東京）(2018年)
- NTT R&Dフォーラム2018　Kirari! プレゼンテーション(2018年)
- DAOKO「ZIP!春フェス2018」「DAOKO presents『チャームポイント』」「TAICO CLUB ’18」「SUMMER SONIC 2018」「SWEET LOVE SHOWER 2018」「LOWRYS FARM FES 2018」(2018年)
- ORESAMA ワンマンライブ『ワンダーランドへようこそ～in AKASAKA BLITZ～』(2018年)
- 椎名林檎デビュー20周年アリーナツアー「椎名林檎　(生)林檎博’18　－不惑の余裕－」(2018年)
- Tokyo Tokyo FESTIVAL スペシャル13 Light and Sound Installation”Coded Field”〜光と音が織りなす都市と人々の饗宴〜(2019年)
- 「Rakuten Fashion Week TOKYO」レセプションパーティ ランウェイ・パフォーマンス(2019年)
- 星野源 DOME TOUR2019「POP VIRUS」(2019年)
- ORESAMAワンマンライブ『ワンダーランドへようこそ』~ in STUDIO COAST ~(2019年)
- ミラノデザインウィーク2019「LEXUS DESIGN EVENT 2019 – LEADING WITH LIGHT」ミラノ(2019年)
- Seiho「靉靆」(2019年)
- 木村カエラ「KAELA presents on-line LIVE 2020 “NEVERLAND”」(2020年)

#### カンパニー公演
- 『MOSAIC』スパイラルホール（2014年）
- 『MOSAIC Ver.1.5』スパイラルホール（2015年）
- Rhizomatiks Research x ELEVENPLAY『border』スパイラルホール（2015年）
- Rhizomatiks Research x ELEVENPLAY『phosphere』Gallery AaMo（2017年）
- ELEVENPLAY✕Rhizomatiks Research US TOUR 2018「things」（2018年）
- Rhizomatiks Research x ELEVENPLAY 東京公演「discrete figures」（2018年）
- Rhizomatiks Research x ELEVENPLAY「phosphere」「TodaysArt」The Netherlands（2018年）
- Rhizomatiks Research x ELEVENPLAY x Kyle McDonald, “discrete figures”マドリード公演（2018年）
- Rhizomatiks Research x ELEVENPLAY x Kyle McDonald, “discrete figures”バルセロナ公演（2018年）
- Rhizomatiks Research x ELEVENPLAY 「SEMICON Japan 2018」オープニングパフォーマンス（2018年）
- Rhizomatiks Research x ELEVENPLAY x Kyle McDonald, “discrete figures2019”EU tour、デュッセルドルフ公演・アイントホーフェン公演（2019年）
- Rhizomatiks Research x ELEVENPLAY x Kyle McDonald, “discrete figures2019”US tour、ニューヨーク公演、サンフランシスコ公演（2019年）
- ELEVENPLAY DANCE INSTALLATION『Nu.』スパイラルガーデン（2019年）
- Rhizomatiks Research x ELEVENPLAY x Kyle McDonald, “discrete figures Special Edition”札幌文化芸術劇場（2019年）
- Rhizomatiks Research x ELEVENPLAY x Kyle McDonald, “discrete figures Special Edition”MUTEK.JP /東京（2019）

#### オンラインイベント
- インテル PC FES 2020『ELEVENPLAY x Rhizomatiks　“S . P . A . C . E . ”』（2020年）

#### その他
- BACALDI 「THE PARTY」（フラッシュモブ、2012年）